# جين بيترز
جين بيترز (بالإنجليزية: Jane Peters)‏ هي موسيقية أسترالية، ولدت في 1963 في أديلايد في أستراليا.

## وصلات خارجية
- جين بيترز على موقع IMDb (الإنجليزية)
- جين بيترز على موقع ميوزك برينز (الإنجليزية)
- جين بيترز على موقع ديسكوغز (الإنجليزية)